# Viraj periculos
Viraj periculos este un film de acțiune românesc din 1983, regizat de Sergiu Nicolaescu. Rolurile principale sunt interpretate de actorii Ion Besoiu, Ioana Pavelescu, Mircea Albulescu, Sergiu Nicolaescu și Ovidiu Iuliu Moldovan.
Filmul este format din mai multe acțiuni separate care se întretaie la un moment dat. Un test întreprins de organele de miliție însărcinate cu siguranța circulației conduce la descoperirea autorilor unor crime și la preîntâmpinarea pierderii unei alte vieți. Aparent, medicul Sorin Apostolescu este vinovat de moartea unui om și complice la tăinuirea unui alt asasinat. Anchetatorul Petria clarifică împrejurările crimelor.  

## Rezumat
Colonelul de miliție Andrei Petria (Sergiu Nicolaescu) participă la câteva ședințe de antrenament organizate la mare, organizând prinderea în flagrant a unor traficanți de valută în holul unui hotel unde se aflau turiști străini.
În acea zi, Mihai Androne (Mircea Albulescu), un mecanic auto la garajul hidrocentralei în vârstă de 50-55 ani care tocmai luase leafa, trebuia să meargă cu un prieten pe nume Sandu la un cumnat al acestuia de la miliție pentru a schimba numărul de înmatriculare al autoturismului personal marca Volga, urmând să doarmă apoi la acesta. El renunță să o ducă pe Maria, iubita sa mai tânără care lucra pe post de cameristă la Hotelul Rond, la mătușa acesteia din provincie. Planurile sale se contramandează deoarece Sandu a fost chemat pe șantier unde avusese loc o avarie. Androne decide să se ducă la hotel pentru a se întâlni cu Maria, cumpărându-i acesteia un șirag de mărgele. Pe drum, mașina are o pană de benzină și o lasă abandonată câteva minute de-a lungul drumului, apoi își continuă drumul. El ajunge la hotel și o așteaptă pe Maria, dar, dându-și seama că femeia l-a mințit, bea la restaurantul hotelului cu niște colegi de serviciu. Androne, care urmărea din restaurant camera unde locuia Maria, îl vede ieșind de acolo pe șoferul Ștefan Ionescu. Cei doi se bat, iar mecanicul pleacă spre dormitoarele garajului cu mașina și, din cauza stării avansate de ebrietate, intră cu ea într-un pom. Nefiind rănit grav, el pornește pe jos de-a lungul șoselei, cade și este accidentat de o mașină.
În altă parte a orașului, asistenta medicală Eliza Vasilescu (Ioana Pavelescu) îi comunică dr. Sorin Apostolescu (Ion Besoiu), medic chirurg la spital, că a încercat să-i provoace un avort prietenei sale Elvira, care sosise din provincie, iar aceasta a murit în urma unui stop cardiac. Ea a secționat cadavrul și a făcut mai multe colete pe care le-a pus în portbagajul mașinii medicului. Cei doi merg împreună la o petrecere aniversară a unui fost pacient al medicului (Alexandru Dobrescu), iar pe drum Eliza abandonează câteva colete cu resturi umane într-un camion și în portbagajul mașinii lui Androne (care era părăsită de-a lungul drumului). Pe când se întorceau spre oraș începe o ploaie torențială, iar medicul, angrenat într-o discuție aprinsă cu asistenta, dă cu mașina peste un om culcat pe șosea. El se sperie și fuge de la locul accidentului. Asistenta medicală plasează și ultimul colet cu resturi umane în acceleratul care mergea la Satu Mare.
În acea noapte, de-a lungul unui drum național, organele de miliție însărcinate cu siguranța circulației organizează un test coordonat de colonelul Petria. Un manechin asemănător cu un om este abandonat pe șosea, iar milițienii urmăresc să vadă câți șoferi opresc să-i acorde ajutor presupusului om rănit, iar cele care trec mai departe sunt oprite de căpitanul Voinea (Ovidiu Iuliu Moldovan). Colonelul Petria ordonă ca autoturismul lui Apostolescu să nu fie oprit. Din cauza ploii, acțiunea miliției este încheiată. Prin stație, colonelul Petria este informat că pe drumul de la Popești, la 2 km de bifurcația cu șoseaua națională, a fost găsit cadavrul unui pieton lovit de o mașină. El este identificat ca fiind Mihai Androne, iar medicul legist constată că murise în urma unor leziuni interne la circa o oră după ce a fost lovit de un autoturism.
Petria se deplasează la Hotelul Rond unde Androne băuse în acea seară și află că acesta plecase pe la orele 23 înspre dormitoarele garajului. Paznicul parcării hotelului afirmă că în acea noapte, tot pe la ora 23, trecuse pe acolo o furgonetă de pe șantier. Pe drumul spre dormitoare, milițienii găsesc Volga accidentată și părăsită, iar în portbagajul mașinii este descoperită o parte secționată din cadavrul unei femei. Ajunși la dormitoarele garajului, colonelul Petria deduce că furgoneta era cea care-l accidentase pe Androne. Motorul mașinii era cald încă, iar pe caroserie era urme de lut de la fabrica de cărămidă din Cornești. Ofițerul își dă seama că furgoneta fusese folosită pentru transportarea de materiale furate de pe șantier. Sunt luate amprente de pe volanul mașinii. Petria dispune cercetarea în a doua zi a tuturor curților din Cornești unde se fac lucrări de construcții. 
Lt. col. Mihai Mihnea (Iurie Darie) cercetează furgoneta și găsește materiale furate de pe șantier în curtea unei case din Cornești. Amprenta de pe volan este identificată cu amprenta luată într-un caz de tâlhărie cu viol cu autori necunoscuți. Din cercetări reiese că amprentele personalului de la garaj nu corespund cu amprentele găsite pe volan. Tilă (Vasile Muraru), paznicul de la garaj, afirmă că furgoneta putea să fi fost luată de artificierii lotului 5 pe care câinele Tigru nu i-ar fi lătrat.
În zilele următoare, doctorul Apostolescu trece printr-o intensă tulburare sufletească, crezând că l-a ucis pe Androne. Căpitanul Voinea și lt. Sultana Mihăilescu (Anca Szönyi) se duce la locuința medicului și constată că autoturismul acestuia avea un far spart, o aripă lovită, un ștergător lipsă și urme textile pe roata din față. Apostolescu bănuiește că Petria îl suspectează de crimă și de fugă de la locul accidentului, după ce milițienii îi aduc umbrela pierdută de el acolo și ștergătorul pierdut pe drum. Medicul îi telefonează colonelului și-i spune că asistenta sa Eliza fusese cea care tranșase cadavrul femeii, iar el comisese accidentul mortal de pe drumul de la Popești. Apostolescu anunță că se va arunca cu mașina în prăpastie și-l roagă pe ofițerul de miliție să tragă concluzia că a fost vorba de un accident și nu de o sinucidere. Petria ordonă tuturor echipajelor de miliție să oprească cu orice preț mașina medicului. Sinuciderea sa este împiedicată, iar lt. Sultana Mihăilescu îi aduce la cunoștință că a trecut cu mașina peste un manechin și nu peste un om. 
Petria dispune o confruntare între artificierii lotului 5 și femeia care reclamase violul, iar unul dintre artificieri pe nume Gigi Oprea (Doru Ana) o ia la fugă, dându-se singur de gol. Are loc o urmărire de mașini pe șantierul hidrocentralei la finalul căreia autorul violului și al accidentului rutier este prins. 

## Distribuție
- Ion Besoiu —- dr. Sorin Apostolescu
- Ioana Pavelescu — asistenta Eliza Vasilescu
- Mircea Albulescu — mecanicul Mihai Androne
- Sergiu Nicolaescu — col. Andrei Petria
- Ovidiu Iuliu Moldovan — căpitanul Voinea
- Anca Szönyi — lt. Sultana Mihăilescu (menționată Anca Szöny)
- Iurie Darie — lt. col. Mihai Mihnea
- Vasile Muraru — Tilă
- Colea Răutu — comandantul Direcției Miliției Judiciare
- Emilia Dobrin-Besoiu — doamna Apostolescu
- Ion Anghel — responsabilul restaurantului (menționat Nino Anghel)
- Doru Ana — artificierul Gigi Oprea
- Gabriela Popescu
- Virginia Rogin-Gîndilă
- Marius Ionescu
- Nicu Constantinescu
- Marian Stoica — copilul
- Alexandru Dobrescu — fost pacient al dr. Apostolescu (nemenționat)
- Nae Lăzărescu — Jean, lăutar scripcar din restaurantul Hotelului Rond (nemenționat)
- Zephi Alșec — bărbatul pentru care lucra Mary (nemenționat)

## Producție

### Scenariu
Scenariul filmului Viraj periculos a fost scris de Liviu Gheorghiu și Gheorghe Ene. Primul dintre cei doi mai lucrase anterior cu Sergiu Nicolaescu, scriind în colaborare cu acesta, scenariul filmului Capcana mercenarilor (1981). Autorii scenariului preiau personajul Andrei Petria (interpretat de Sergiu Nicolaescu) din filmul Accident (1977), „avansându-l” de la gradul de maior în Serviciul Circulație al Miliției la cel de colonel.
Subiectul este parțial inspirat dintr-o crimă săvârșită cu sadism în anii '50 de doctorul Blazian, pe strada Obedenaru din București. El își tăiase logodnica în bucăți, abandonând pachetele cu resturi umane pe diferite străzi din București. Medicul a fost arestat și condamnat, trecând și pe la Penitenciarul Aiud unde a lucrat ca infirmier.  În film este prezentat cazul unei asistente medicale care a realizat o întrerupere de sarcină soldată cu moartea pacientei; asistenta tranșează cadavrul și face mai multe colete cu resturi umane pe care le abandonează în mai multe locuri.
Ca și Accident, și Viraj periculos evidențiază existența unei părți bune în fiecare om, chiar și în criminali, și pledează pentru recuperarea infractorilor de către societate prin stimularea părții bune din viața acelui om. Un exemplu în acest sens este șansa reintegrării profesionale oferite paznicului Tilă de la garajul șantierului hidrocentralei, care se ocupa atunci cu mici infracțiuni. O șansă i se oferă și medicului Apostolescu, complice prin tăinuire a crimei săvârșite de asistenta aflată în subordinea sa.
Unii critici au acreditat ideea că acest film ar fi o comandă socială a Inspectoratului General al Miliției pentru a îmbunătăți imaginea instituției în rândul publicului. 

### Filmări
Filmul a fost realizat în studiourile Centrului de Producție Cinematografică București. Filmările au fost realizate cu concursul special al Inspectoratului General al Miliției și al Întreprinderii de Construcții Hidrotehnice din Constanța, acest lucru fiind menționat pe genericul de final. La realizarea filmului au colaborat pe post de consilieri coloneii de miliție Victor Beda și Gheorghe Diniță. A participat Ansamblul de balet București, sub conducerea maestrului coregraf Cornel Patrichi.
Rolul locotenentului Sultana Mihăilescu a fost interpretat de Anca Szönyi (cunoscută și ca Anca Nicola sau Anca S. Thomas), sora mai mică a actriței Julieta Szönyi. Acesta absolvise Facultatea de Artă Plastică, specializându-se în pictură monumentală, și lucra ca artist restaurator la refacerea picturilor de pe zidurile bisericilor vechi. În paralel, a început să fie solicitată să joace și în filme și a primit roluri în Tănase Scatiu (1976), Burebista (1980),  Viraj periculos (1983), Misterele Bucureștilor (1983), Ziua Z (1985) și Ciuleandra (1985), ultimele două fiind regizate tot de Sergiu Nicolaescu. În ciuda apariției în aceste filme, Anca Szönyi nu s-a considerat niciodată „o actriță adevărată”, ci doar artist plastic. 
Costumele au fost realizate de Gabriela Moldovan, proaspăt divorțată de primul soț, Adrian Bubă, și viitoarea soție a regizorului Sergiu Nicolaescu. Este singurul ei film în care semnează cu acest nume.

## Recepție
Filmul Viraj periculos a fost vizionat de 3.291.122 de spectatori la cinematografele din România, după cum atestă o situație a numărului de spectatori înregistrat de filmele românești de la data premierei și până la data de 31.12.2007 alcătuită de Centrul Național al Cinematografiei. 
Analizând acest film, criticul Călin Căliman îl consideră „un policier, dar fără prea mari pretenții” și constată că operatorul Nicolae Girardi încearcă să surprindă, pe lângă povestea propriu-zisă a filmului, și aspecte din viața de zi cu zi a României socialiste. 
Criticul Tudor Caranfil a dat filmului o stea din cinci și a făcut următorul comentariu: „În trei zile, la mare, colonelul Petria împiedică sinuciderea medicului Apostolescu implicat într-un accident mortal de circulație. Indecizia fatală a regizorului între polarul dinamic și filmul psihologic provoacă eșecul operației (cinematografice nu polițiste!).” 